# (6239) Minos
Pour les articles homonymes, voir Minos (homonymie).
(6239) Minos est un astéroïde Apollon découvert le 31 août 1989 par Carolyn S. Shoemaker et Eugene Shoemaker à l'observatoire Palomar.
Il est nommé d'après Minos, fils de Zeus et d'Europe (la fille d’Agénor), roi légendaire de Crète.